# Élections municipales de 1995 à Paris
Les élections municipales des 11 et 18 juin 1995 ont vu s'opposer à Paris, notamment, une liste RPR-UDF menée par Jean Tiberi, une liste PS menée par Bertrand Delanoë.
Les listes RPR-UDF de Jean Tiberi ont remporté les élections, la gauche dirige 6 arrondissements contre 14 arrondissements pour la droite.
La réunion du Conseil de Paris ayant élu Jean Tiberi comme maire de Paris s'est déroulée le 25 juin 1995. Les conseils d'arrondissement ayant élu les maires des vingt arrondissements se sont tenus le 3 juillet 1995.

## Mode de scrutin
Selon la « loi PLM » du 31 décembre 1982, la ville de Paris est divisée en 20 secteurs correspondant exactement aux arrondissements de Paris. Les électeurs choisissent lors d'un même scrutin des conseillers de Paris et des conseillers d'arrondissement : les conseillers de Paris élisent le maire de Paris et siègent au Conseil de Paris ainsi qu'au Conseil d'arrondissement dont ils dépendent ; les conseillers d'arrondissement ne siègent qu'au Conseil d'arrondissement. Le nombre de conseillers d'arrondissement est le double de celui des conseillers de Paris, sans pouvoir être inférieur à dix ni supérieur à quarante,.
L'élection se déroule selon un scrutin de liste. Chaque liste doit comprendre autant de candidats qu'il y a de sièges de conseillers de Paris et de conseillers d'arrondissement à pourvoir dans l'arrondissement. Si une liste recueille la majorité des suffrages (et le quart au moins des électeurs inscrits) lors du premier tour, il lui est attribué la moitié des sièges à pourvoir, les autres se répartissant selon un mode proportionnel avec application de la règle de la plus forte moyenne entre les listes ayant recueilli plus de 5 % des voix. Si aucune liste ne recueille la majorité absolue au premier tour, un second tour est organisé, avec les listes ayant obtenu plus de 10 %, qui attribue la moitié des sièges à la liste ayant obtenu le plus grand nombre de voix, les autres sièges étant répartis selon la règle proportionnelle.
Suivant l'ordre de présentation des candidats sur les listes, sont désignés en premier les conseillers de Paris, puis les conseillers d'arrondissement.
Le nombre de sièges en jeu est le suivant :
| Arrondissement | Conseillers de Paris | Conseillers d'arrondissement |
| -------------- | -------------------- | ---------------------------- |
| 1er            | 3                    | 10                           |
| 2e             | 3                    | 10                           |
| 3e             | 3                    | 10                           |
| 4e             | 3                    | 10                           |
| 5e             | 4                    | 10                           |
| 6e             | 3                    | 10                           |
| 7e             | 5                    | 10                           |
| 8e             | 3                    | 10                           |
| 9e             | 4                    | 10                           |
| 10e            | 6                    | 12                           |
| 11e            | 11                   | 22                           |
| 12e            | 10                   | 20                           |
| 13e            | 13                   | 26                           |
| 14e            | 10                   | 20                           |
| 15e            | 17                   | 34                           |
| 16e            | 13                   | 26                           |
| 17e            | 13                   | 26                           |
| 18e            | 14                   | 28                           |
| 19e            | 12                   | 24                           |
| 20e            | 13                   | 26                           |
| Total          | 163                  | 354                          |

## Résultats généraux

### Maires élus
L'élection des maires d'arrondissement est tenue le lundi 3 juillet et débouche sur la réélection de 12 maires sortants et l'élection de 8 nouveaux maires.
| Arrondissement | Maire sortant               | Parti | Parti     | Maire élu ou réélu          | Parti | Parti     |
| -------------- | --------------------------- | ----- | --------- | --------------------------- | ----- | --------- |
| Paris          | Jacques Chirac              |       | RPR       | Jean Tiberi                 |       | RPR       |
|                |                             |       |           |                             |       |           |
| 1er            | Michel Caldaguès            |       | RPR       | Michel Caldaguès            |       | RPR       |
| 2e             | Benoîte Taffin              |       | UDF (PR)  | Benoîte Taffin              |       | diss. UDF |
| 3e             | Jacques Dominati            |       | UDF       | Pierre Aidenbaum            |       | PS        |
| 4e             | Pierre-Charles Krieg        |       | RPR       | Pierre-Charles Krieg        |       | RPR       |
| 5e             | Jean Tiberi                 |       | RPR       | Jean-Charles Bardon         |       | RPR       |
| 6e             | Jean-Pierre Lecoq           |       | RPR       | Jean-Pierre Lecoq           |       | RPR       |
| 7e             | Martine Aurillac            |       | RPR       | Martine Aurillac            |       | RPR       |
| 8e             | François Lebel              |       | RPR       | François Lebel              |       | RPR       |
| 9e             | Gabriel Kaspereit           |       | RPR       | Gabriel Kaspereit           |       | RPR       |
| 10e            | Claude Challal              |       | RPR       | Tony Dreyfus                |       | PS        |
| 11e            | Alain Devaquet              |       | RPR       | Georges Sarre               |       | MDC       |
| 12e            | Paul Pernin                 |       | UDF (CDS) | Jean-François Pernin        |       | UDF (CDS) |
| 13e            | Jacques Toubon              |       | RPR       | Jacques Toubon              |       | RPR       |
| 14e            | Lionel Assouad              |       | RPR       | Lionel Assouad              |       | RPR       |
| 15e            | René Galy-Dejean            |       | RPR       | René Galy-Dejean            |       | RPR       |
| 16e            | Pierre-Christian Taittinger |       | UDF (PR)  | Pierre-Christian Taittinger |       | UDF (PR)  |
| 17e            | Pierre Rémond               |       | RPR       | Pierre Rémond               |       | RPR       |
| 18e            | Roger Chinaud               |       | UDF (PR)  | Daniel Vaillant             |       | PS        |
| 19e            | Michel Bulté                |       | RPR       | Roger Madec                 |       | PS        |
| 20e            | Didier Bariani              |       | UDF (Rad) | Michel Charzat              |       | PS        |

### Résultats globaux

#### Par liste
|                | Union de la droite RPR, UDF et CNI     | 275 688   | 47,73  | 172 851 | 45,78  | 99 |  |  |
|                | diss. RPR-UDF                          | 16 033    | 2,78   | 8 011   | 2,12   | 99 |  |  |
|                | Union de la gauche PS, PCF, PRG et MDC | 173 044   | 29,96  | 175 413 | 46,46  | 63 |  |  |
|                | Les Verts                              | 21 793    | 3,77   | 175 413 | 46,46  | 63 |  |  |
|                | Front national                         | 56 617    | 9,80   | 21 219  | 5,62   | 1  |  |  |
|                | Divers écologistes                     | 19 345    | 3,35   |         |        |    |  |  |
|                | Sans étiquette                         | 6 229     | 1,08   |         |        |    |  |  |
|                | Lutte ouvrière                         | 5 280     | 0,91   |         |        |    |  |  |
|                | Ligue communiste révolutionnaire       | 2 133     | 0,33   |         |        |    |  |  |
|                | Parti radical de gauche                | 1 481     | 0,26   |         |        |    |  |  |
|                |                                        |           |        |         |        |    |  |  |
| Inscrits       | Inscrits                               | 1 179 706 | 100,00 | 726 380 | 100,00 |    |  |  |
| Abstentions    | Abstentions                            | 593 510   | 50,31  | 341 076 | 46,95  |    |  |  |
| Votants        | Votants                                | 586 196   | 49,69  | 385 304 | 53,05  |    |  |  |
| Blancs et nuls | Blancs et nuls                         | 9 000     | 1,54   | 7 810   | 2,03   |    |  |  |
| Exprimés       | Exprimés                               | 577 643   | 98,46  | 377 494 | 97,97  |    |  |  |

#### Par tendance politique
|                | RPR                              | 253 001   | 43,80  | 145 226 | 38,47  | 99 |  |  |
|                | UDF                              | 22 687    | 3,93   | 27 625  | 7,32   | 99 |  |  |
|                | dissidents UDF                   | 11 726    | 2,03   | 2 711   | 0,72   | 99 |  |  |
|                | dissidents RPR                   | 4 307     | 0,75   | 5 300   | 1,40   | 99 |  |  |
|                | Divers droite                    | 137       | 0,02   |         |        | 99 |  |  |
|                | Droite parlementaire             | 291 858   | 50,53  | 180 862 | 47,91  | 99 |  |  |
|                |                                  |           |        |         |        |    |  |  |
|                | Parti socialiste                 | 157 638   | 27,29  | 152 296 | 40,34  | 63 |  |  |
|                | Les Verts                        | 24 727    | 4,28   |         |        | 63 |  |  |
|                | MDC                              | 15 406    | 2,67   | 23 116  | 6,12   | 63 |  |  |
|                | PRG                              | 1 600     | 0,28   |         |        | 63 |  |  |
|                | Divers gauche                    | 376       | 0,07   |         |        | 63 |  |  |
|                | Gauche parlementaire             | 199 747   | 34,58  | 175 412 | 46,47  | 63 |  |  |
|                |                                  |           |        |         |        |    |  |  |
|                | Front national                   | 56 617    | 9,80   | 21 219  | 5,62   | 1  |  |  |
|                | Extrême droite                   | 1 381     | 0,24   |         |        |    |  |  |
|                | Extrême droite                   | 57 998    | 10,04  | 21 219  | 5,62   | 1  |  |  |
|                |                                  |           |        |         |        |    |  |  |
|                | Mouvement écologiste indépendant | 10 767    | 1,86   |         |        |    |  |  |
|                | Divers écologistes               | 5 644     | 0,98   |         |        |    |  |  |
|                | Écologie politique               | 16 411    | 2,84   |         |        |    |  |  |
|                |                                  |           |        |         |        |    |  |  |
|                | Lutte ouvrière                   | 5 280     | 0,91   |         |        |    |  |  |
|                | Ligue communiste révolutionnaire | 2 133     | 0,37   |         |        |    |  |  |
|                | Extrême gauche                   | 1 279     | 0,22   |         |        |    |  |  |
|                | Parti humaniste                  | 805       | 0,14   |         |        |    |  |  |
|                | Force ouvrière                   | 714       | 0,12   |         |        |    |  |  |
|                | Parti des travailleurs           | 637       | 0,11   |         |        |    |  |  |
|                | CFTC                             | 401       | 0,07   |         |        |    |  |  |
|                | Extrême gauche                   | 11 249    | 1,95   |         |        |    |  |  |
|                |                                  |           |        |         |        |    |  |  |
|                | Sans étiquette                   | 380       | 0,07   |         |        |    |  |  |
|                |                                  |           |        |         |        |    |  |  |
| Inscrits       | Inscrits                         | 1 179 706 | 100,00 | 726 380 | 100,00 |    |  |  |
| Abstentions    | Abstentions                      | 593 510   | 50,31  | 341 076 | 46,95  |    |  |  |
| Votants        | Votants                          | 586 196   | 49,69  | 385 304 | 53,05  |    |  |  |
| Blancs et nuls | Blancs et nuls                   | 9 000     | 1,54   | 7 810   | 2,03   |    |  |  |
| Exprimés       | Exprimés                         | 577 643   | 98,46  | 377 494 | 97,97  |    |  |  |

### Conseil de Paris

- PCF: 9 sièges
- MDC: 5 sièges
- Les Verts: 5 sièges
- PS: 44 sièges
- UDF: 36 sièges
- CNI: 2 sièges
- RPR: 61 sièges
- FN: 1 siège

## Résultats par arrondissement

### 1erarrondissement
Le maire sortant est Michel Caldaguès (RPR), réélu.
| Tête de liste  | Tête de liste                  | Liste              | Premier tour | Premier tour |  |
| Tête de liste  | Tête de liste                  | Liste              | Voix         | %            |  |
| -------------- | ------------------------------ | ------------------ | ------------ | ------------ |  |
|                | Michel Caldaguès sortant réélu | RPR (UDF)          | 2 410        | 52,00        |  |
|                | Alain Le Garrec                | PS (PCF, MDC, PRG) | 1 347        | 29,06        |  |
|                | Joëlle Lombard                 | FN                 | 471          | 10,16        |  |
|                | Gisèle Chaleyat                | Les Verts          | 348          | 7,51         |  |
|                | Jean-Pierre Mouminous          | Divers             | 59           | 1,27         |  |
|                |                                |                    |              |              |  |
| Inscrits       | Inscrits                       | Inscrits           | 10 261       | 100,00       |  |
| Abstention     | Abstention                     | Abstention         | 5 569        | 54,27        |  |
| Votants        | Votants                        | Votants            | 4 692        | 45,73        |  |
| Blancs et nuls | Blancs et nuls                 | Blancs et nuls     | 57           | 1,21         |  |
| Exprimés       | Exprimés                       | Exprimés           | 4 635        | 98,79        |  |

### 2earrondissement
Le maire sortant est Benoîte Taffin (UDF), réélue sur une liste dissidente de l'UDF.
| Tête de liste Étiquette politique (partis et alliances) | Tête de liste Étiquette politique (partis et alliances)          | Premier tour | Premier tour | Second tour | Second tour | Sièges |  |
| Tête de liste Étiquette politique (partis et alliances) | Tête de liste Étiquette politique (partis et alliances)          | Voix         | %            | Voix        | %           | CP     |  |
| ------------------------------------------------------- | ---------------------------------------------------------------- | ------------ | ------------ | ----------- | ----------- | ------ |  |
|                                                         | Benoîte Taffin sortante diss. Union pour la démocratie française | 1 844        | 38,78        | 2 711       | 58,36       | 2      |  |
|                                                         | Pierre Schapira Parti socialiste (PCF - MDC - PRG)               | 1 452        | 30,54        | 1 934       | 41,64       | 1      |  |
|                                                         | Magdeleine Anglade Rassemblement pour la République (UDF)        | 729          | 15,33        | Retrait     | Retrait     | 0      |  |
|                                                         | Noël Gasser Front national                                       | 350          | 7,36         |             |             | 0      |  |
|                                                         | Chantal Bonnet Les Verts                                         | 285          | 5,99         | 0           |             |        |  |
|                                                         | Pascal Macrez Extrême gauche                                     | 72           | 1,51         | 0           |             |        |  |
|                                                         | José-Philippe Marquis Divers                                     | 23           | 0,48         | 0           |             |        |  |
|                                                         |                                                                  |              |              |             |             |        |  |
| Inscrits                                                | Inscrits                                                         | 10 160       | 100,00       | 10 160      | 100,00      | 3      |  |
| Abstention                                              | Abstention                                                       | 5 354        | 52,70        | 5 372       | 52,87       |        |  |
| Votants                                                 | Votants                                                          | 4 806        | 47,30        | 4 788       | 47,13       |        |  |
| Blancs et nuls                                          | Blancs et nuls                                                   | 51           | 1,06         | 143         | 2,99        |        |  |
| Exprimés                                                | Exprimés                                                         | 4 755        | 98,94        | 4 645       | 97,01       |        |  |

### 3earrondissement
Le maire sortant est Jacques Dominati (UDF), le maire élu est Pierre Aidenbaum (PS).
| Tête de liste  | Tête de liste            | Liste               | Premier tour | Premier tour | Second tour | Second tour |
| Tête de liste  | Tête de liste            | Liste               | Voix         | %            | Voix        | %           |
| -------------- | ------------------------ | ------------------- | ------------ | ------------ | ----------- | ----------- |
|                | Jacques Dominati sortant | UDF (PR) (RPR)      | 4 286        | 44,50        | 5 041       | 49,28       |
|                | Pierre Aidenbaum élu     | PS (PCF, MDC)       | 3 526        | 36,61        | 5 189       | 50,72       |
|                | Yves Contassot           | Les Verts           | 786          | 8,16         |             |             |
|                | Camille Serre            | FN                  | 582          | 6,04         |             |             |
|                | Patrice Jeanne           | Extrême gauche (PT) | 242          | 2,51         |             |             |
|                | Vincent Cohen-Steiner    | PRG                 | 210          | 2,18         |             |             |
|                |                          |                     |              |              |             |             |
| Inscrits       | Inscrits                 | Inscrits            | 19 949       | 100,00       | 19 949      | 100,00      |
| Abstention     | Abstention               | Abstention          | 10 177       | 51,02        | 9 465       | 47,45       |
| Votants        | Votants                  | Votants             | 9 772        | 48,98        | 10 484      | 52,55       |
| Blancs et nuls | Blancs et nuls           | Blancs et nuls      | 140          | 1,43         | 254         | 2,42        |
| Exprimés       | Exprimés                 | Exprimés            | 9 632        | 98,57        | 10 230      | 97,58       |

### 4earrondissement
Le maire sortant est Pierre-Charles Krieg (RPR), réélu.
| Tête de liste   | Tête de liste         | Liste                | Premier tour | Premier tour | Second tour | Second tour |
| Tête de liste   | Tête de liste         | Liste                | Voix         | %            | Voix        | %           |
| --------------- | --------------------- | -------------------- | ------------ | ------------ | ----------- | ----------- |
|                 | Pierre-Charles Krieg* | RPR                  | 4 243        | 47,07        | 4 380       | 51,49       |
|                 | Dominique Bertinotti  | PS - PCF - MDC - PRG | 3 280        | 36,39        | 4 127       | 48,51       |
|                 | Marie-Thérèse Pagel   | Les Verts            | 773          | 8,58         |             |             |
|                 | Jean-Marie Receveur   | FN                   | 718          | 7,97         |             |             |
|                 |                       |                      |              |              |             |             |
| Inscrits        | Inscrits              | Inscrits             | 18 911       | 100,00       | 18 911      | 100,00      |
| Abstention      | Abstention            | Abstention           | 9 774        | 51,68        | 6 892       | 36,34       |
| Votants         | Votants               | Votants              | 9 137        | 48,32        | 8 783       | 46,44       |
| Blancs et nuls  | Blancs et nuls        | Blancs et nuls       | 123          | 1,35         | 276         | 3,14        |
| Exprimés        | Exprimés              | Exprimés             | 9 014        | 98.65        | 8 507       | 96,86       |
| * Maire sortant |                       |                      |              |              |             |             |

### 5earrondissement
Le maire sortant est Jean Tiberi (RPR), réélu.
|                 | Jean Tiberi*     | RPR                  | 13 088 | 57,05  |  |
|                 | Philippe Chauvet | PS - PCF - MDC - PRG | 6 448  | 28,11  |  |
|                 | Yves Frémion     | Les Verts            | 2 196  | 9,57   |  |
|                 | Cyril Lacheret   | FN                   | 1 210  | 5,27   |  |
|                 |                  |                      |        |        |  |
| Inscrits        | Inscrits         | Inscrits             | 42 369 | 100,00 |  |
| Abstention      | Abstention       | Abstention           | 19 065 | 45,00  |  |
| Votants         | Votants          | Votants              | 23 304 | 55,00  |  |
| Blancs et nuls  | Blancs et nuls   | Blancs et nuls       | 365    | 1,55   |  |
| Exprimés        | Exprimés         | Exprimés             | 22 942 | 98,45  |  |
| * Maire sortant |                  |                      |        |        |  |

### 6earrondissement
Le maire sortant est Jean-Pierre Lecoq (RPR), réélu.
|                 | Jean-Pierre Lecoq* | RPR                  | 7 967  | 54,99  |  |
|                 | Alain Morell       | PS - PCF - MDC - PRG | 4 029  | 27,81  |  |
|                 | Yves Godard        | Les Verts            | 1 470  | 10,15  |  |
|                 | Jean-Marie Rudent  | FN                   | 1 022  | 7,05   |  |
|                 |                    |                      |        |        |  |
| Inscrits        | Inscrits           | Inscrits             | 29 338 | 100,00 |  |
| Abstention      |                    |                      |        |        |  |
| Votants         | Votants            | Votants              | 14 660 | 49,97  |  |
| Blancs et nuls  | Blancs et nuls     | Blancs et nuls       | 172    | 1,17   |  |
| Exprimés        | Exprimés           | Exprimés             | 14 488 | 98,83  |  |
| * Maire sortant |                    |                      |        |        |  |

### 7earrondissement
Le maire sortant est Martine Aurillac (RPR), réélue.
| Tête de liste   | Tête de liste             | Liste                | Premier tour | Premier tour | Second tour | Second tour |
| Tête de liste   | Tête de liste             | Liste                | Voix         | %            | Voix        | %           |
| --------------- | ------------------------- | -------------------- | ------------ | ------------ | ----------- | ----------- |
|                 | Martine Aurillac*         | RPR                  | 7 849        | 45,30        | 7 271       | 46,67       |
|                 | Jean-Philippe Hubin       | diss. RPR            | 4 307        | 24,86        | 5 300       | 34,02       |
|                 | Évelyne Valette Desforges | PS - PCF - MDC - PRG | 2 677        | 15,45        | 3 009       | 19,31       |
|                 | Loïc Le Hénand            | FN                   | 1 387        | 8,01         |             |             |
|                 | Liliane Olejniczak        | Les Verts            | 805          | 4,65         |             |             |
|                 | Antoine Tranchimand       | SE                   | 298          | 1,72         |             |             |
|                 | Jean-Charles Simon        | DVD                  | 2            | 0,01         |             |             |
|                 |                           |                      |              |              |             |             |
| Inscrits        | Inscrits                  | Inscrits             | 35 634       | 100,00       | 35 634      | 100,00      |
| Abstention      | Abstention                | Abstention           | 18 137       | 50,90        | 19 763      | 55,46       |
| Votants         | Votants                   | Votants              | 17 497       | 49,10        | 15 871      | 44,54       |
| Blancs et nuls  | Blancs et nuls            | Blancs et nuls       | 172          | 0,98         | 291         | 1,83        |
| Exprimés        | Exprimés                  | Exprimés             | 17 325       | 99,02        | 15 580      | 98,17       |
| * Maire sortant |                           |                      |              |              |             |             |

### 8earrondissement
Le maire sortant est François Lebel (RPR), réélu.
| Tête de liste | Tête de liste          | Liste                | Premier tour | Premier tour |  |
| Tête de liste | Tête de liste          | Liste                | Voix         | %            |  |
| ------------- | ---------------------- | -------------------- | ------------ | ------------ |  |
|               | Marie-Thérèse Hermange | RPR                  | 6 778        | 68,39        |  |
|               | Francis Bennarroch     | PS - PCF - MDC - PRG | 1 444        | 14,57        |  |
|               | Alain-Christian Fragny | FN                   | 1 078        | 10,88        |  |
|               | Roberto Robertelli     | Les Verts            | 611          | 6,16         |  |
|               |                        |                      |              |              |  |
| Inscrits      | Inscrits               | Inscrits             | 22 857       | 100,00       |  |
| Abstention    | Abstention             | Abstention           | 12 818       | 56,08        |  |
| Votants       | Votants                | Votants              | 10 039       | 43,92        |  |
| Abstention    | Abstention             | Abstention           | 128          | 1,28         |  |
| Exprimés      | Exprimés               | Exprimés             | 9 911        | 98,72        |  |

### 9earrondissement
Le maire sortant est Gabriel Kaspereit (RPR), réélu.
|                 | Gabriel Kaspereit*    | RPR                  | 7 522  | 50,48  |  |
|                 | Jacques Bravo         | PS - PCF - MDC - PRG | 4 899  | 32,87  |  |
|                 | Éliane Lambert-Dumont | FN                   | 1 579  | 10,60  |  |
|                 | Olivier Nicot         | Les Verts            | 902    | 6,05   |  |
|                 |                       |                      |        |        |  |
| Inscrits        | Inscrits              | Inscrits             | 32 322 | 100,00 |  |
| Abstention      | Abstention            | Abstention           | 17 169 | 53,12  |  |
| Votants         | Votants               | Votants              | 15 153 | 46,88  |  |
| Blancs et nuls  | Blancs et nuls        | Blancs et nuls       | 251    | 1,66   |  |
| Exprimés        | Exprimés              | Exprimés             | 14 902 | 98,34  |  |
| * Maire sortant |                       |                      |        |        |  |

### 10earrondissement
Le maire sortant est Claude Challal (RPR), le maire élu est Tony Dreyfus (PS).
| Tête de liste  | Tête de liste             | Liste           | Premier tour | Premier tour | Second tour | Second tour |
| Tête de liste  | Tête de liste             | Liste           | Voix         | %            | Voix        | %           |
| -------------- | ------------------------- | --------------- | ------------ | ------------ | ----------- | ----------- |
|                | Claude-Gérard Marcus      | RPR             | 8 216        | 41,10        | 8 956       | 41,88       |
|                | Tony Dreyfus              | PS - PCF - MDC  | 6 526        | 32,65        | 9 821       | 45,92       |
|                | Françoise Vidal-Monestier | FN              | 2 626        | 13,14        | 2 608       | 12,20       |
|                | Sylvie Scherer            | EGAL 10E        | 1 521        | 7,61         |             |             |
|                | Dany Rosier               | DVG             | 495          | 2,48         |             |             |
|                | Éric Algrain              | PRG             | 376          | 1,88         |             |             |
|                | Dominique Boussac         | Parti humaniste | 228          | 1,14         |             |             |
|                |                           |                 |              |              |             |             |
| Inscrits       | Inscrits                  | Inscrits        | 43 398       | 100,00       | 43 398      | 100,00      |
| Abstention     | Abstention                | Abstention      | 23 025       | 53,06        | 21 648      | 49,88       |
| Votants        | Votants                   | Votants         | 20 373       | 46,94        | 21 750      | 50,12       |
| Blancs et nuls | Blancs et nuls            | Blancs et nuls  | 385          | 1,89         | 365         | 1,68        |
| Exprimés       | Exprimés                  | Exprimés        | 19 988       | 98,11        | 21 385      | 98,32       |

### 11earrondissement
Le maire sortant est Alain Devaquet (RPR), le maire élu est Georges Sarre (MDC).
| Tête de liste  | Tête de liste          | Liste                       | Premier tour | Premier tour | Second tour | Second tour |
| Tête de liste  | Tête de liste          | Liste                       | Voix         | %            | Voix        | %           |
| -------------- | ---------------------- | --------------------------- | ------------ | ------------ | ----------- | ----------- |
|                | Alain Devaquet sortant | RPR (UDF)                   | 15 675       | 40,85        | 19 491      | 45,75       |
|                | Georges Sarre élu      | MDC (PS, PCF, PRG)          | 15 406       | 40,15        | 23 116      | 54,25       |
|                | Michel Marquet         | FN                          | 3 123        | 8,14         |             |             |
|                | Cécile Silhouette      | Divers écologiste (EGAL XI) | 2 316        | 6,04         |             |             |
|                | Jean-Louis Gaillard    | Extrême gauche (LO)         | 919          | 2,40         |             |             |
|                | Sylvaine Baroche       | Divers                      | 577          | 1,50         |             |             |
|                | Pierre Henry           | PRG                         | 353          | 0,92         |             |             |
|                |                        |                             |              |              |             |             |
| Inscrits       | Inscrits               | Inscrits                    | 76 686       | 100,00       | 76 686      | 100,00      |
| Abstention     | Abstention             | Abstention                  | 37 854       | 49,36        | 33 203      | 43,30       |
| Votants        | Votants                | Votants                     | 38 832       | 50,64        | 43 483      | 56,70       |
| Blancs et nuls | Blancs et nuls         | Blancs et nuls              | 463          | 1,19         | 876         | 2,01        |
| Exprimés       | Exprimés               | Exprimés                    | 38 369       | 98,81        | 42 607      | 97,99       |

### 12earrondissement
Le maire sortant est Paul Pernin (UDF), le maire élu est Jean-François Pernin (UDF), second sur la liste UDF-RPR conduite par Camille Cabana.
| Tête de liste  | Tête de liste       | Liste          | Premier tour | Premier tour | Second tour | Second tour |
| Tête de liste  | Tête de liste       | Liste          | Voix         | %            | Voix        | %           |
| -------------- | ------------------- | -------------- | ------------ | ------------ | ----------- | ----------- |
|                | Camille Cabana      | RPR            | 18 721       | 48,05        | 19 018      | 47,91       |
|                | Michèle Blumenthal  | PS - PCF - MDC | 13 035       | 33,46        | 16 481      | 41,52       |
|                | Jean-Claude Poulain | FN             | 4 048        | 10,39        | 4 195       | 10,57       |
|                | Élisabeth Thévin    | Les Verts      | 2 855        | 7,33         |             |             |
|                | Delphine Soumah     | PRG            | 301          | 0,77         |             |             |
|                |                     |                |              |              |             |             |
| Inscrits       | Inscrits            | Inscrits       | 79 641       | 100,00       | 79 641      | 100,00      |
| Abstention     | Abstention          | Abstention     | 39 809       | 49,99        | 39 202      | 49,22       |
| Votants        | Votants             | Votants        | 39 832       | 50,01        | 40 439      | 50,78       |
| Blancs et nuls | Blancs et nuls      | Blancs et nuls | 872          | 2,19         | 745         | 1,84        |
| Exprimés       | Exprimés            | Exprimés       | 38 960       | 97,81        | 39 694      | 98,16       |

### 13earrondissement
Le maire sortant est Jacques Toubon (RPR), réélu.
| Tête de liste   | Tête de liste           | Liste                | Premier tour | Premier tour | Second tour | Second tour |
| Tête de liste   | Tête de liste           | Liste                | Voix         | %            | Voix        | %           |
| --------------- | ----------------------- | -------------------- | ------------ | ------------ | ----------- | ----------- |
|                 | Jacques Toubon*         | RPR                  | 22 444       | 44,74        | 25 942      | 51,54       |
|                 | Jean-Marie Le Guen      | PS - PCF - MDC - PRG | 17 451       | 34,79        | 24 390      | 48,46       |
|                 | Denise Certier          | FN                   | 4 030        | 8,03         |             |             |
|                 | Pierre-Alain Brossault  | Les Verts            | 2 023        | 4,03         |             |             |
|                 | Jean-François Pélissier | AREV                 | 1 807        | 3,60         |             |             |
|                 | Chantal Cauquil         | LO                   | 1 156        | 2,30         |             |             |
|                 | Jacques Borensztejn     | FO                   | 714          | 1,42         |             |             |
|                 | Delphine Petit          | LCR                  | 541          | 1,08         |             |             |
|                 |                         |                      |              |              |             |             |
| Inscrits        | Inscrits                | Inscrits             | 96 432       | 100,00       | 96 432      | 100,00      |
| Abstention      | Abstention              | Abstention           | 45 585       | 47,27        | 46 670      | 46,32       |
| Votants         | Votants                 | Votants              | 50 847       | 52,73        | 51 762      | 53,68       |
| Blancs et nuls  | Blancs et nuls          | Blancs et nuls       | 681          | 1,34         | 1 430       | 2,76        |
| Exprimés        | Exprimés                | Exprimés             | 50 166       | 98,66        | 50 332      | 97,24       |
| * Maire sortant |                         |                      |              |              |             |             |

### 14earrondissement
Le maire sortant est Lionel Assouad (RPR), réélu sur la liste de Nicole Catala.
| Tête de liste  | Tête de liste    | Liste                | Premier tour | Premier tour | Second tour | Second tour |
| Tête de liste  | Tête de liste    | Liste                | Voix         | %            | Voix        | %           |
| -------------- | ---------------- | -------------------- | ------------ | ------------ | ----------- | ----------- |
|                | Nicole Catala    | RPR                  | 17 752       | 46,53        | 19 645      | 54,02       |
|                | Pierre Castagnou | PS - PCF - MDC - PRG | 12 583       | 32,98        | 16 720      | 45,98       |
|                | Bertrand Robert  | FN                   | 3 554        | 9,31         |             |             |
|                | Danièle Graignic | MEI                  | 2 741        | 7,18         |             |             |
|                | Jacques Blot     | Les Verts            | 1 525        | 4,00         |             |             |
|                |                  |                      |              |              |             |             |
| Inscrits       | Inscrits         | Inscrits             | 77 388       | 100,00       | 77 388      | 100,00      |
| Abstention     | Abstention       | Abstention           | 38 770       | 50,10        | 39 944      | 51,62       |
| Votants        | Votants          | Votants              | 38 618       | 49,90        | 37 444      | 48,38       |
| Blancs et nuls | Blancs et nuls   | Blancs et nuls       | 463          | 1,20         | 1 079       | 2,88        |
| Exprimés       | Exprimés         | Exprimés             | 38 155       | 98,80        | 36 365      | 97,12       |

### 15earrondissement
Le maire sortant est René Galy-Dejean (RPR), réélu sur la liste d'Édouard Balladur.
| Tête de liste  | Tête de liste                  | Liste                   | Premier tour | Premier tour |  |
| Tête de liste  | Tête de liste                  | Liste                   | Voix         | %            |  |
| -------------- | ------------------------------ | ----------------------- | ------------ | ------------ |  |
|                | Édouard Balladur sortant réélu | RPR (UDF)               | 37 499       | 56,10        |  |
|                | Claude Fleutiaux               | PS (PCF, MDC, PRG)      | 17 154       | 25,66        |  |
|                | Laure Schneiter                | Divers écologiste (MÉI) | 6 796        | 10,17        |  |
|                | Alexis Pétraud                 | FN                      | 5 396        | 8,07         |  |
|                |                                |                         |              |              |  |
| Inscrits       | Inscrits                       | Inscrits                | 133 930      | 100,00       |  |
| Abstention     | Abstention                     | Abstention              | 66 094       | 49,35        |  |
| Votants        | Votants                        | Votants                 | 67 836       | 50,65        |  |
| Blancs et nuls | Blancs et nuls                 | Blancs et nuls          | 991          | 1,46         |  |
| Exprimés       | Exprimés                       | Exprimés                | 66 845       | 98,54        |  |

### 16earrondissement
Le maire sortant est Pierre-Christian Taittinger (UDF), réélu.
|                | Pierre-Christian Taittinger sortant réélu | UDF (RPR)          | 23 685 | 55,47  |  |  |
|                | Georges Mesmin                            | diss. UDF          | 9 882  | 23,14  |  |  |
|                | Jean-Yves Mano                            | PS (PCF, MDC, PRG) | 4 956  | 11,61  |  |  |
|                | Jacques Lafay                             | FN                 | 4 177  | 9,78   |  |  |
|                |                                           |                    |        |        |  |  |
| Inscrits       | Inscrits                                  | Inscrits           | 92 441 | 100,00 |  |  |
| Abstention     | Abstention                                | Abstention         | 49 241 | 53,27  |  |  |
| Votants        | Votants                                   | Votants            | 43 200 | 46,73  |  |  |
| Blancs et nuls | Blancs et nuls                            | Blancs et nuls     | 500    | 1,16   |  |  |
| Exprimés       | Exprimés                                  | Exprimés           | 42 700 | 98,84  |  |  |

### 17earrondissement
Le maire sortant est Pierre Rémond (RPR), réélu sur la liste de Bernard Pons.
| Tête de liste  | Tête de liste      | Liste                | Premier tour | Premier tour |  |
| Tête de liste  | Tête de liste      | Liste                | Voix         | %            |  |
| -------------- | ------------------ | -------------------- | ------------ | ------------ |  |
|                | Bernard Pons       | RPR                  | 24 763       | 59,50        |  |
|                | Élisabeth Larrieu  | PS - PCF - MDC - PRG | 8 018        | 19,27        |  |
|                | Jean-Pierre Reveau | FN                   | 5 010        | 12,04        |  |
|                | Xavier Knowles     | Les Verts            | 3 384        | 8,13         |  |
|                | Jenny-Clark        | EXG                  | 441          | 1,06         |  |
|                |                    |                      |              |              |  |
| Inscrits       | Inscrits           | Inscrits             | 89 633       | 100,00       |  |
| Abstention     | Abstention         | Abstention           | 47 313       | 52,79        |  |
| Votants        | Votants            | Votants              | 42 320       | 47,21        |  |
| Blancs et nuls | Blancs et nuls     | Blancs et nuls       | 704          | 1,66         |  |
| Exprimés       | Exprimés           | Exprimés             | 41 616       | 98,34        |  |

### 18earrondissement
Le maire sortant est Roger Chinaud (UDF), le maire élu est Daniel Vaillant (PS).
| Tête de liste  | Tête de liste          | Liste                | Premier tour | Premier tour | Second tour | Second tour |
| Tête de liste  | Tête de liste          | Liste                | Voix         | %            | Voix        | %           |
| -------------- | ---------------------- | -------------------- | ------------ | ------------ | ----------- | ----------- |
|                | Jean-Louis Debré       | RPR                  | 17 396       | 38,91        | 21 036      | 43,02       |
|                | Daniel Vaillant        | PS - PCF - MDC - PRG | 15 207       | 34,01        | 22 671      | 46,36       |
|                | Patrice de Blignières  | FN                   | 5 713        | 12,78        | 5 195       | 10,62       |
|                | François-Xavier Flores | Les Verts            | 1 866        | 4,17         |             |             |
|                | Arnaud Folch           | EXD                  | 1 381        | 3,09         |             |             |
|                | Jean-Luc Dumesnil      | MEI                  | 1 230        | 2,75         |             |             |
|                | Jean Lacarrère         | LO                   | 1 033        | 2,31         |             |             |
|                | Éliane Meillier        | LCR                  | 484          | 1,08         |             |             |
|                | Pierre Boisard         | CFTC                 | 401          | 0,90         |             |             |
|                |                        |                      |              |              |             |             |
| Inscrits       | Inscrits               | Inscrits             | 91 188       | 100,00       | 91 188      | 100,00      |
| Abstention     | Abstention             | Abstention           | 45 856       | 50,29        | 41 521      | 45,53       |
| Votants        | Votants                | Votants              | 45 332       | 49,71        | 49 667      | 54,47       |
| Blancs et nuls | Blancs et nuls         | Blancs et nuls       | 621          | 1,37         | 765         | 1,54        |
| Exprimés       | Exprimés               | Exprimés             | 44 711       | 98,63        | 48 902      | 98,46       |

### 19earrondissement
Le maire sortant est Michel Bulté (RPR), le maire élu est Roger Madec (PS).
| Tête de liste   | Tête de liste      | Liste          | Premier tour | Premier tour | Second tour | Second tour |
| Tête de liste   | Tête de liste      | Liste          | Voix         | %            | Voix        | %           |
| --------------- | ------------------ | -------------- | ------------ | ------------ | ----------- | ----------- |
|                 | Michel Bulté*      | RPR            | 16 264       | 41,02        | 19 487      | 44,42       |
|                 | Roger Madec        | PS - PCF - MDC | 13 904       | 35,07        | 19 899      | 45,36       |
|                 | Xavier Voute       | FN             | 4 752        | 11,98        | 4 486       | 10,22       |
|                 | Jean-François Blet | Les Verts      | 2 095        | 5,28         |             |             |
|                 | Marina Podgorny    | LO             | 1 018        | 2,57         |             |             |
|                 | Pascale Berthault  | LCR            | 612          | 1,54         |             |             |
|                 | Gali Harroch       | PT             | 395          | 1,00         |             |             |
|                 | Dieuaide           | EXG            | 370          | 0,93         |             |             |
|                 | Philippe Thireau   | PRG            | 241          | 0,61         |             |             |
|                 |                    |                |              |              |             |             |
| Inscrits        | Inscrits           | Inscrits       | 83 219       | 100,00       | 83 219      | 100,00      |
| Abstention      | Abstention         | Abstention     | 42 864       | 51;71        | 38 667      | 46,46       |
| Votants         | Votants            | Votants        | 40 355       | 48,49        | 44 552      | 53,54       |
| Blancs et nuls  | Blancs et nuls     | Blancs et nuls | 704          | 1,75         | 680         | 1,53        |
| Exprimés        | Exprimés           | Exprimés       | 39 651       | 98,25        | 43 872      | 98,47       |
| * Maire sortant |                    |                |              |              |             |             |

### 20earrondissement
Le maire sortant est Didier Bariani (UDF), le maire élu est Michel Charzat (PS).
| Tête de liste Étiquette politique (partis et alliances) | Tête de liste Étiquette politique (partis et alliances)         | Premier tour | Premier tour | Second tour | Second tour | Sièges |
| Tête de liste Étiquette politique (partis et alliances) | Tête de liste Étiquette politique (partis et alliances)         | Voix         | %            | Voix        | %           | CP     |
| ------------------------------------------------------- | --------------------------------------------------------------- | ------------ | ------------ | ----------- | ----------- | ------ |
|                                                         | Michel Charzat Parti socialiste (PCF - MDC - MRG)               | 19 702       | 40,31        | 28 055      | 50,66       | 10     |
|                                                         | Didier Bariani sortant Union pour la démocratie française (RPR) | 18 401       | 37,65        | 22 584      | 40,78       | 3      |
|                                                         | Martine Lehideux-Dufraisse Front national                       | 5 791        | 11,85        | 4 735       | 8,55        | 0      |
|                                                         | Martine Billard Les Verts                                       | 2 803        | 5,73         |             |             | 0      |
|                                                         | Philippe Marsault Extrême gauche (LO)                           | 1 154        | 2,36         | 0           |             |        |
|                                                         | Jacqueline Guillotin Extrême gauche (LCR)                       | 496          | 1,01         | 0           |             |        |
|                                                         | M. Exposito Extrême gauche                                      | 396          | 0,81         | 0           |             |        |
|                                                         | M. Asselin Divers droite                                        | 135          | 0,28         | 0           |             |        |
|                                                         |                                                                 |              |              |             |             |        |
| Inscrits                                                | Inscrits                                                        | 93 749       | 100,00       | 93 749      | 100,00      | 13     |
| Abstention                                              | Abstention                                                      | 44 123       | 47,07        | 37 467      | 39,97       |        |
| Votants                                                 | Votants                                                         | 49 626       | 52,93        | 56 282      | 60,03       |        |
| Blancs et nuls                                          | Blancs et nuls                                                  | 749          | 1,51         | 908         | 1,61        |        |
| Exprimés                                                | Exprimés                                                        | 48 878       | 98,49        | 55 374      | 98,39       |        |

## Sources
- « Front national : Présentation des têtes de listes des 20 arrondissements le 2 décembre 1994 », Le Monde, 6 décembre 1994
- « Michel Bulté, du maoïsme au tibérisme », Philippe Rochette, Libération, 8 juin 1995
- « Moins popu, le XXe court après son mythe », Marie-Dominique Arrighi, Libération, 8 juin 1995